# Еміль Лере
Еміль Лере (фр. Emile Leray, нар. 23 серпня 1949, Франція) — французький мандрівник і шукач пригод, відомий тим, що врятувався з пустелі, перетворивши машину на мотоцикл.  
1993 року автомобіль Citroën 2CV, яким Еміль Лере пересувався пустелею Сахара на території Марокко, зазнав значних пошкоджень від удару об скелю і не міг продовжувати рух. Сорокатрирічний Лере провів в пустелі 12 діб і спромігся за допомогою ручного інструменту розібрати свій автомобіль на запчастини та скласти з них двоколісний мотоцикл, на якому успішно врятувався з пустелі. Ці події отримали широке висвітлення в засобах масової інформації. Їм присвячений епізод науково-популярного шоу «Руйнівники міфів». Про Еміля Лере відзнято декілька документальних фільмів, його часто називають «французьким Макгайвером» на честь головного героя однойменного пригодницького телесеріалу.
Достовірність історії порятунку Еміля Реле неодноразово піддавалась сумніву. Більшість деталей тих подій відомі лише зі слів самого мандрівника. Дослідники схиляються до думки, що Еміль дійсно самотужки перетворив автомобіль на мотоцикл, проте діяв не спонтанно, а приїхав у пустелю підготовленим, маючи детальний план і все необхідне для його реалізації.

## Перебіг подій

### Передумови інциденту

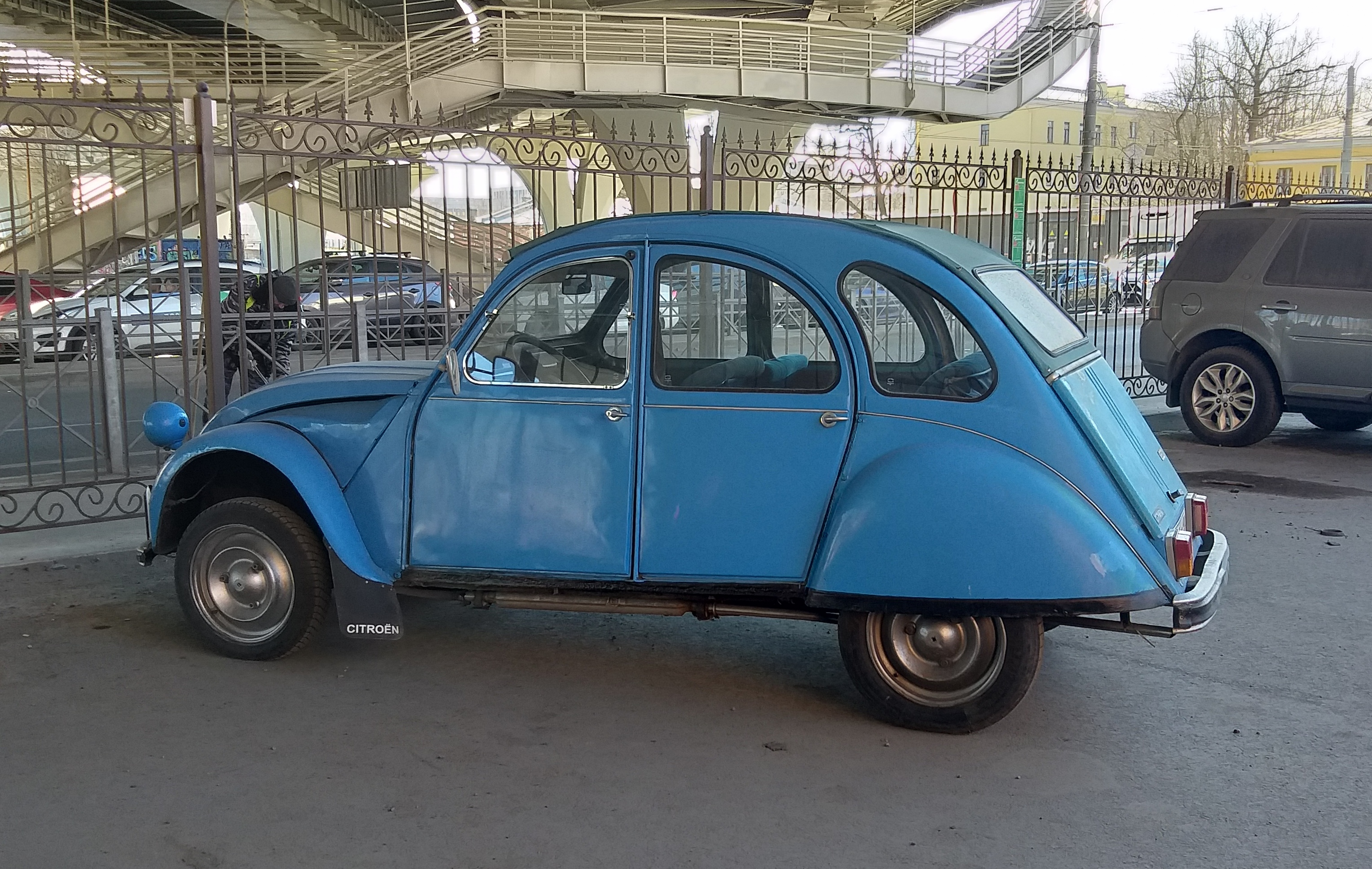
Citroën 2CV

В березні 1993 року французький електрик Еміль Лере здійснював самостійну подорож територією Марокко на власному автомобілі Citroën 2CV. За словами мандрівника, він вже близько 10 разів їздив на автомобілі у Марокко і добре знав цю територію. Цього разу він вирушив від порту Тан-Тан до міста Загора, проте вже невдовзі після початку подорожі був зупинений марокканськими військовими на блокпосту поблизу містечка Тельмзон. Військові заборонили йому рухатися далі на південь через ризик порушення перемир'я збройними формуваннями Полісаріо. Повернувшись трохи назад, мандрівник вирішив продовжити подорож, оминувши військові блокпости через пустелю. Проте рухаючись кам'янистим рельєфом автомобіль налетів колесом на скелясту поверхню, внаслідок чого зазнав фатальних пошкоджень. Було зруйновано лонжерон і важіль підвіски, що унеможливило подальший рух автомобіля.

### Порятунок з пустелі
Еміль Лере опинився посеред пустелі з повністю знерухомленим автомобілем і без засобів зв'язку. Відстань до найближчого населеного пункту складала близько 20 миль. У мандрівника були запаси їжі та води, розраховані на декілька днів, проте він мав сумніви, що зможе подолати таку відстань пустелею з вантажем. За іншою версією Еміль боявся залишити свій автомобіль без нагляду, щоб його не вкрали.

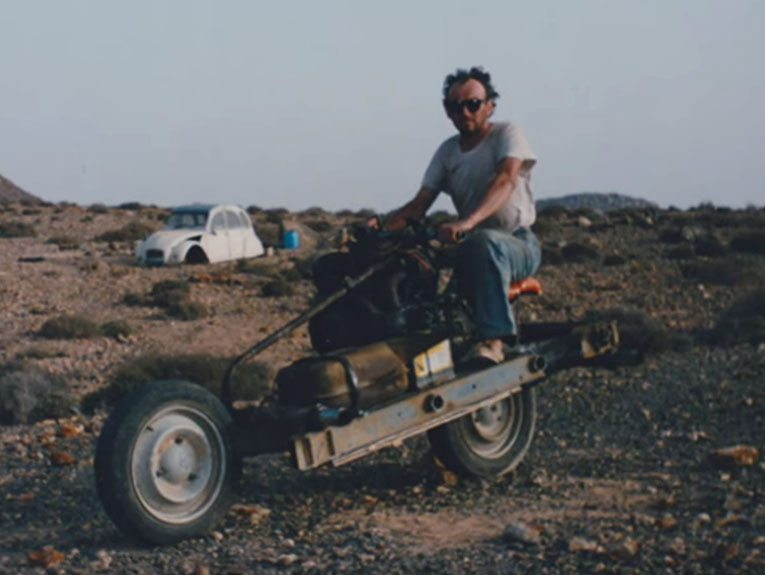
Еміль Лере в сідлі свого мотоцикла

Впевнившись, що відремонтувати автомобіль на місці неможливо через відсутність необхідних деталей та обладнання й обміркувавши ситуацію, чоловік ухвалив неординарне рішення: залишитись на місці аварії й переробити свій автомобіль на двоколісний транспортний засіб, щоб уже на ньому рухатися далі. Еміль був добре знайомий з конструкцією Citroën 2CV та мав досвід роботи механіком, тож він детально обдумав і спланував всі етапи трансформації автомобіля в мотоцикл.
Спочатку Еміль зняв з рами автомобіля кузов, надалі він використовував його як місце для ночівлі та сховок від піщаних бур. Конструкція Citroën 2CV дозволяє демонтувати кузов, адже він складається з легкознімних панелей, приєднаних до рами за допомогою болтів. Потім, укоротивши фрагмент рами автомобіля, він доєднав до неї колеса, розмістив на рамі двигун, коробку передач, паливний бак і акумулятор. Еміль планував реалізувати свій план за кілька днів, проте процес затягнувся, і він провів у пустелі майже 12 діб, ретельно розподіляючи невеликий запас продуктів і питної води. Не маючи одягу з довгим рукавом, він створив собі нарукавники з пари шкарпеток, щоб мати змогу працювати вдень і вберегти руки від сонячних опіків.
Подорож на цьому мотоциклі була нелегкою. Апарат мав велику вагу і був складним у керуванні. Чоловік кілька разів падав, мотоцикл неодноразово виходив з ладу і його доводилося ремонтувати в дорозі. Мандрівнику все ж вдалося вибратися з пустелі, і через деякий час його знайшли військові — ті самі, які раніше не пропустили його на блокпосту біля Тельмзона. Вони впізнали його, проте відмовлялися вірити історії, допоки не знайшли в пустелі залишки кузова машини. Військові доставили Еміля Лере разом з мотоциклом до міста Тан-Тан, де місцева влада відправила мотоцикл на штрафмайданчик, а сам мандрівник отримав штраф розміром 4500 дирхамів за керування транспортним засобом, технічний стан якого не відповідав вказаному в документах.

## Конструкція мотоцикла

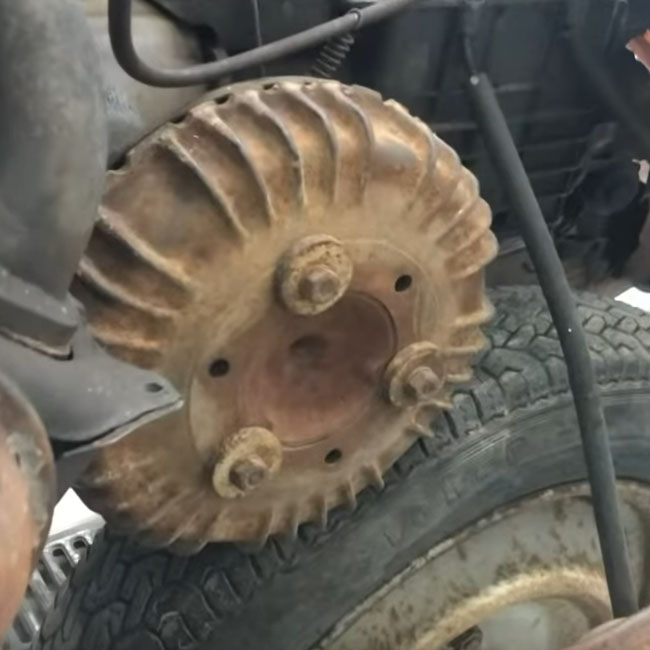
Силовий привід мотоцикла

Мотоцикл, зібраний із запчастин Citroën 2CV, був примітивним, важким у керуванні, повільним і ненадійним. Проте, попри всі недоліки, цей транспортний засіб виявився придатним для використання. Мотоцикл важив близько двохсот кілограмів і не був оснащений гальмами. Фактично використовувались лише дві передачі: нейтральна та одна ходова. Максимальна швидкість, яку він міг розвинути, складала близько 20 км/год. Еміль назвав свій мотоцикл «Пустельним верблюдом» (англ. The Desert Camel).
Основою конструкції слугувала рама автомобіля, вкорочена за допомогою ручної слюсарної ножівки. Зверху на рамі було розміщено двигун з коробкою передач, попереду двигуна знаходились акумулятор та паливний бак. Двигун і трансмісія були зміщені вправо відносно поздовжньої осі мотоцикла, через особливість реалізації приводу.
Заднє колесо було жорстко встановлено на рамі, а переднє кріпилося за допомогою важеля задньої підвіски автомобіля. Привід мотоцикла реалізований завдяки тертю ребристого гальмівного барабана, встановленого на лівій півосі, об шину заднього колеса. Ідея подібного фрикційного приводу була запозичена у серійних французьких моторизованих велосипедів VeloSoleX. Оскільки при такому типі передачі гальмівний барабан і колесо оберталися в протилежних напрямках, то щоб досягти поступального руху вперед, в трансмісії вмикалася задня передача. Для передачі максимального крутного моменту на робочу піввісь трансмісії гальмівний барабан на правій півосі було жорстко зафіксовано до корпуса двигуна.
Кермом мотоцикла слугував вал кермової колонки, а сідло було виготовлено зі шматка бампера, обмотаного помаранчевою клейкою стрічкою. Гальмівної системи не було, оскільки максимальна швидкість мотоцикла була незначною; планувалося що наїзник зможе гальмувати, торкаючись ногами землі. Для утримання мотоцикла навстоячки з правого боку була масивна підніжка, зроблена з металевої горловини паливного бака. Також винахідник закріпив на задній частині свого мотоцикла номерний знак розібраного автомобіля.

## Пов'язані події

### Доля Еміля Лере
Через місяць після основних подій Еміль повернувся в Марокко, сплатив штраф, забрав свій мотоцикл зі штрафмайданчика і перевіз його до Франції. Певний час Еміль Лере і його пригоди в пустелі залишалась маловідомими, проте будучи ентузіастом моделі Citroën 2CV, Еміль зі своїм мотоциклом відвідував різні заходи і урочистості присвячені цим автомобілям. 1998 року, під час святкування п'ятидесятої річниці Citroën 2CV, в місті Сен-Кантен-ан-Івелін, Еміль познайомився з фотографом і репортером Сільвеном Рокесом, якого зацікавила історія аматорської трансформації автомобіля в мотоцикл. Там же, під час урочистостей, Сільвен Рокес зробив серію фотографій мотоцикла і трохи згодом, навесні 1999 року, в №7 журналу «2 CV Magazine» вийшла його стаття «Повернення до Монлері» (фр. «Retour à Montlhéry») заснована на історії Еміля Лере. Пізніше, вже 2003 року, в №31, цього ж журналу вийшла ще одна велика стаття: «Пустельний мотоцикл із 2 CV» (фр. «2 CV moto du desert»), яка містила детальний технічний опис, трансформації автомобіля в мотоцикл і велику кількість нових фотознімків. З розвитком інтернету і соціальних мереж швидкість поширення інформації зросла. На початку 2012 року історія Еміля з'явилася на Reddit, що стало поштовхом для її вірусного поширення соцмережами, а це своєю чергою привернуло увагу засобів масової інформації. Згодом було відзнято декілька документальних фільмів про Еміля Лере і його незвичайні пригоди в пустелі. Його часто називали Макгайвером реального життя, на честь Ангуса Макгайвера, головного героя американського пригодницького телесеріалу «Макгайвер». Сам мотоцикл зберігається у гаражі Лере у Франції, і він охоче позує поруч з ним для журналістів. 
Еміль Лере залишається фанатом моделі Citroën 2CV і продовжує виконувати переобладнання цих маленьких автомобілів на щось, для чого раніше вони не призначалися. Наступною роботою винахідника став моторний човен, створений із кузова та запчастин 2CV. В одному з інтерв'ю чоловік пожартував, що тепер йому не вистачає лише літака.

### Сумніви в правдивості історії
Правдивість історії Еміля Лере неодноразово піддавалась сумніву, адже більшість подробиць відомі лише з його слів. Існують різні оцінки подій, що сталися. Дехто вважає, що Еміль дійсно самотужки перетворив автомобіль на мотоцикл, проте модифікація не була спонтанною, він спеціально готувався до цього та приїхав у пустелю спеціально для реалізації задуму, маючи детальний план і все необхідне оснащення. Інші стверджують, що трансформація автомобіля в мотоцикл була здійснена не в пустелі, а на одній з марокканських автомобільних СТО.
Варто зазначити, що Еміль Лере був не першим, хто здійснив глибоку трансформацію Citroën 2CV в умовах пустелі. 1972 року автомобіль братів Понтабрі зазнав пошкодження шасі в зоні педалей, і вони, щоби продовжити подорож, вкоротили раму свого 2CV майже на метр, довелося позбутися панелі приладів, лобового скла і передньої частини салону, але автомобіль залишився на ходу. 1974 року відомий французський репортер і шукач пригод Філіп де Дьюлево спільно з кількома однодумцями відправився через Сахару до Камеруну, використовуючи автомобіль Citroën Ami 6 і саморобний триколісний пристрій, який мандрівники називали «Модуль дослідження Сахари» (скорочено «SEM» від фр. Sahara Exploration Module). «SEM» являв собою комбінацію передньої половини рами Citroën 2CV з двигуном та двома колесами і поодинокого заднього колеса. Кузова і салона цей модуль не мав. Мандрівники використовували його, щоб витягати свій основний автомобіль, коли той загрузав у пустельних пісках. Таким чином, традиції кустарної переробки Citroën 2CV були закладені задовго до того, як Еміль Лере перетворив своє авто на мотоцикл.
В спробах довести правдивість своєї версії Еміль Лере навіть відтворив деякі специфічні технічні операції перед відеокамерами та стверджував, що готовий повністю повторити процес трансформації автомобіля в мотоцикл, якщо для цього знайшовся б спонсор.

### Руйнування міфу
7 лютого 2015 року в ефір вийшов п'ятий епізод тринадцятого сезону американського науково-популярного телешоу «Руйнівники міфів», в якому ведучі шоу досліджували два міфи, пов'язані з мотоциклами. Одним з них була історія Еміля Лере про перетворення Citroën 2CV на мотоцикл за допомогою ручного інструменту. 

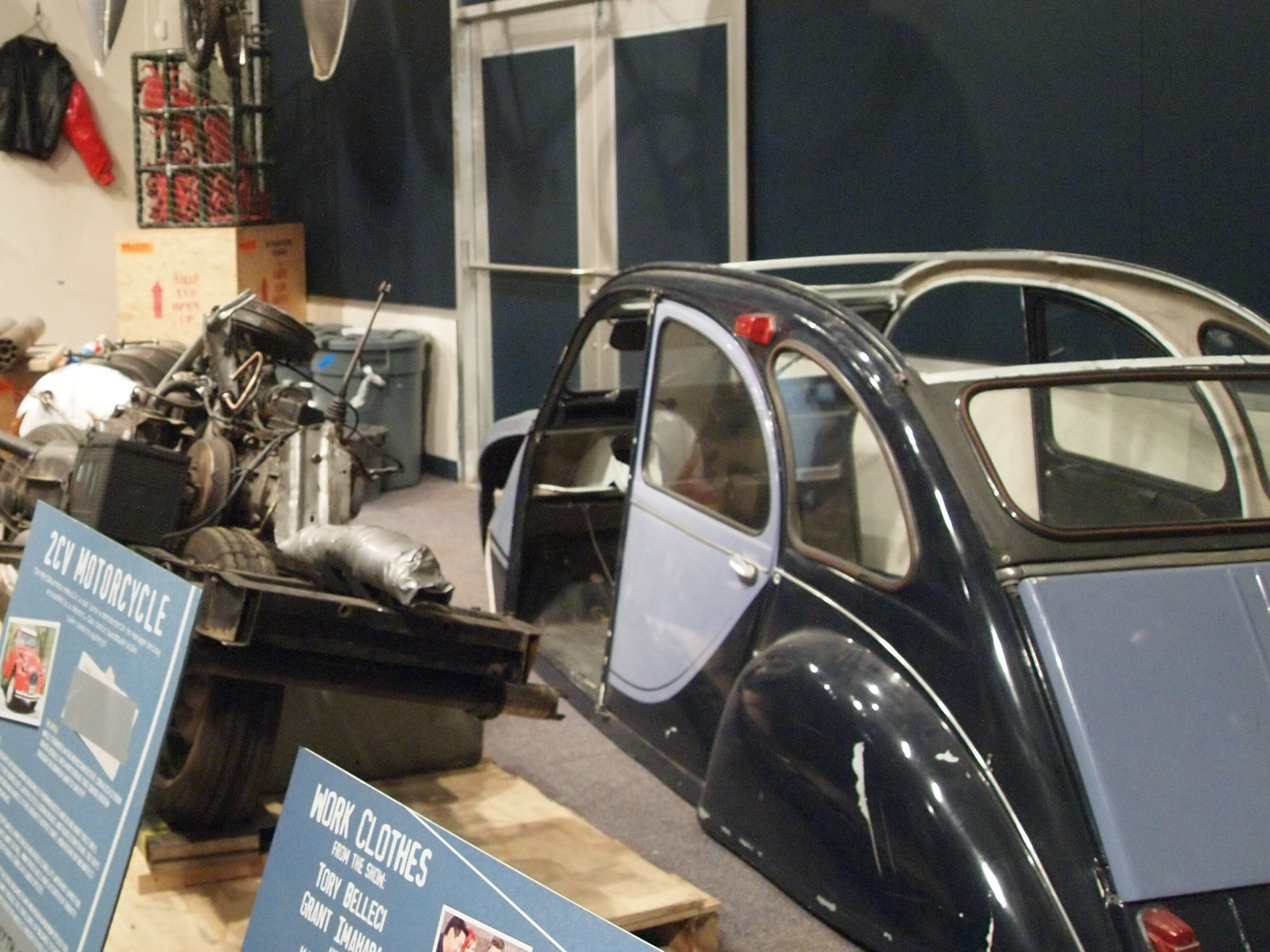
Мотоцикл, створений «руйнівниками міфів», та залишки кузова 2CV, на виставці «MYTHBUSTERS: The explosive exhibition»

Ведучі віднайшли Citroën 2CV 1967 року випуску, який відповідав автомобілю, описаному в історії. Завдяки простоті й ремонтопридатності даного авто їм вдалося достатньо легко і швидко перетворити його на мотоцикл з фрикційним приводом власної конструкції. В їхньому мотоциклі двигун було розвернуто проти руху і встановлено позаду водія, що дозволило використовувати передні передачі в трансмісії, проте через те, що важіль перемикання передач знаходився позаду водія, одна людина не могла керувати мотоциклом і перемикати передачі одночасно. До того ж мотоцикл, створений «руйнівниками міфів», мав дуже поганий розподіл ваги й постійно завалювався на бік. 
Тоді Адам і Джеймі зробили другу спробу, намагаючись максимально повторити дизайн Еміля Лере за фотографіями. Ця спроба виявилася більш вдалою: двигун розвернули, подовжили кермо й розмістили наїзника позаду двигуна. Цей мотоцикл їхав, ним могла керувати одна людина, однак тепер була доступна лише задня передача, на якій мотоцикл рухався дуже повільно, що заважало тримати рівновагу. Найкращим результатом ведучих була дистанція в 150 футів (близько 45 метрів), яку вдалося проїхати до падіння з мотоцикла. В телешоу мотоцикл випробовували на рівній злітно-посадковій смузі аеропорту, і навіть за таких умов нікому не вдалося подолати значну дистанцію без падіння. Керувати таким пристроєм в умовах бездоріжжя було б набагато складніше. Спираючись на це, ведучі телешоу дійшли висновку, що історія Еміля Лере все ж таки є міфом, і цей міф зруйновано